# Jovanka Šopalović
Jovanka Šopalović (Јованка Шопаловић en serbe cyrillique), aussi connue sous le nom de Jovanka Sopalovic, née en 1976 à Prijedor (Bosnie), est une actrice, mannequin et réalisatrice autrichienne, d’origine serbe et bosniaque, vivant à Paris.
Elle commence comme modéliste puis devient mannequin et actrice.
Elle a vécu à Innsbruck, New York et Londres, sa résidence principale restant la capitale française.

## Biographie

### Enfance
Jovanka Šopalović nait en 1976 d'un père serbe et d'une mère bosniaque. Ses parents se sont rencontrés en Autriche, où elle grandit. Après obtention du baccalauréat, elle quitte Innsbruck pour Paris pour y faire ses études.

### Formation
Elle rentre à l'école de modélisme Esmod, où elle obtient un premier prix.
Sa formation artistique passe par des cours de scène et stages Jack Waltzer de l'Actors Studio à Londres, New York et Paris, par le Studio Pygmalion, ainsi qu'un stage chez Corinne Blue.

### Carrière

#### Débuts
Elle travaille comme modéliste à Paris pour la maison de haute couture française Madame Grès, sous la direction artistique de Lloyd Klein.

#### Mannequinat
Jovanka Šopalović commence sa carrière comme mannequin à Paris, après avoir suivi l'école de modélisme Esmod, dont elle décrocha le premier prix avec une spécialisation en lingerie.
Sa notoriété connait son envol lorsqu’elle a « donné des leçons » via la campagne en noir et blanc réalisée pour la marque de lingerie Aubade, dont elle est l’égérie pendant plus de cinq années. Aujourd’hui encore on l’appelle souvent « Miss Aubade ».  
Dans une interview de juin 2004 à l’hebdomadaire Le Nouvel Observateur, elle se confie sur cette aventure de mannequinat auprès de la marque Aubade et la notion de « mannequin sans visage ».
Ses mêmes propos ont été repris par le quotidien espagnol El Mundo du 19 juillet 2004, qui lui consacre un long article, dans lequel elle insiste également sur le fait qu’elle n’a subi aucune liposuccion et que rien n’est faux dans son corps. 
Jovanka Šopalović travaille pour de grands noms de la mode et de la parfumerie : Carita, Dior, Chanel, Lancôme, Wolford, Lejaby, Dim, Well... mais elle a enchaîné aussi les publicités pour Air France (sous la direction de Jeanne Moreau), Renault (Twingo), Volkswagen, Panasonic et bien d’autres...
Jovanka Šopalović  travaille avec des photographes tels que Jeanloup Sieff ou Francis Giacobetti, posant pour des magazines comme Vogue, Elle, Madame Figaro, Wallpaper*, Marie Claire, Citizen K, etc.

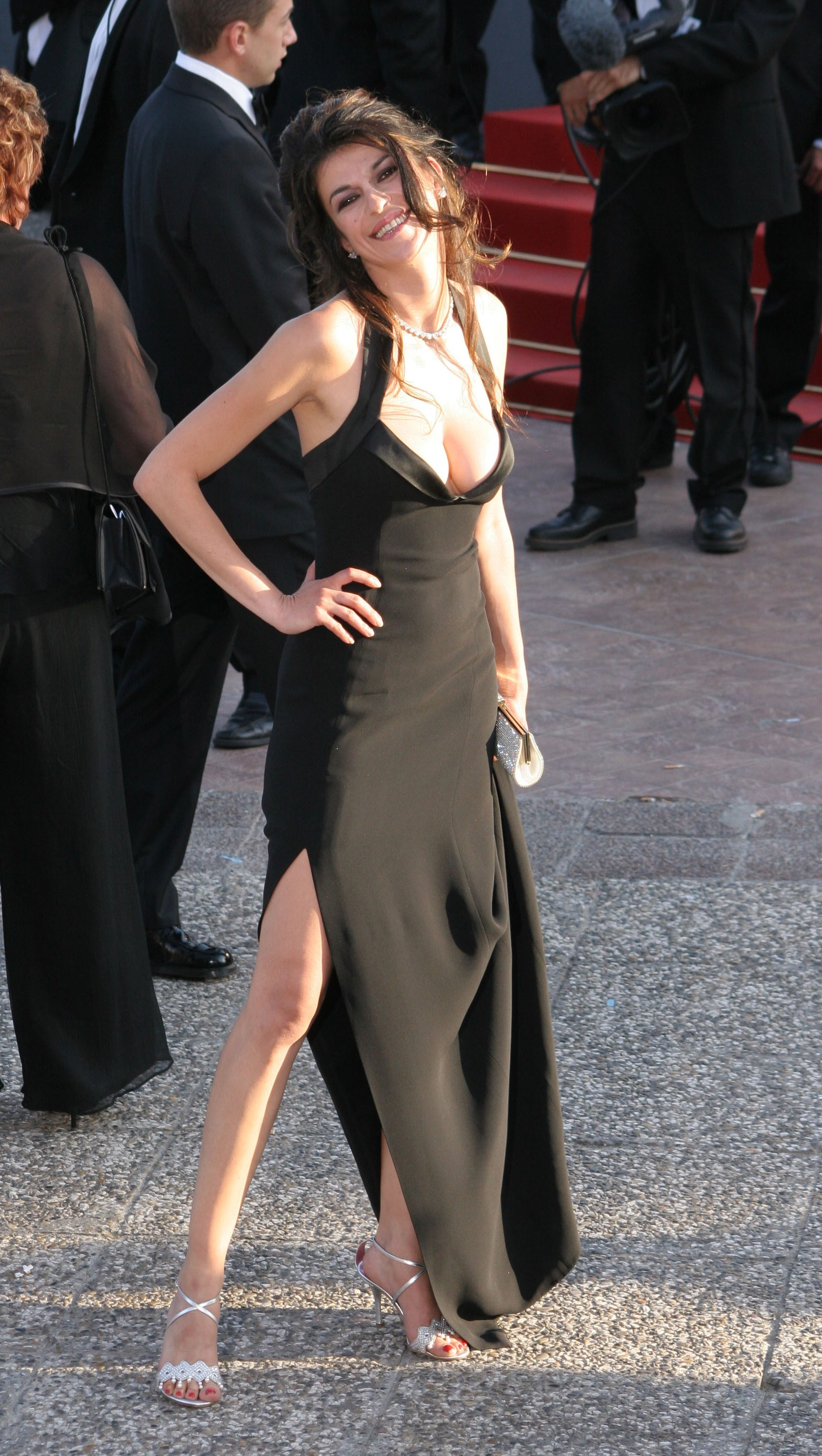
Jovanka Šopalović au Festival de Cannes 2010.

Dans son pays natal, elle fait plusieurs couvertures pour Avaz et pour Uzicke Vesti,,.
Jovanka Šopalović est l'égérie de la marque de lingerie Aubade durant 5 ans, de la leçon n°15 à la 26.

#### Débuts au cinéma et à la télévision
En parallèle, Jovanka Šopalović travaille comme actrice dans de nombreux films et séries télévisées. En 1998, elle fait ainsi ses débuts au cinéma avec le film Portraits chinois de Martine Dugowson. Suivront la même année Conspiracy Theory de Richard Donner, puis Jet Set de Fabien Onteniente en 1999, Confession d'un dragueur d'Alain Soral en 2000, Entre chiens et loups d'Alexandre Arcady en 2002, etc.
À noter également des rôles dans de nombreuses séries policières pour TF1, comme Marc Eliot ou France 2, avec La Crim‘ ou Boulevard du Palais et encore divers téléfilms pour la chaine Arte.

#### Réalisatrice
Elle réalise en 2013 son premier court métrage, intitulé PARI, dans lequel elle interprète Ava, jeune mannequin, personnage complexe qui se perd dans la consommation de substances illicites. 

### Carrière lyrique
Dans une interview donnée en 2004 à l'hebdomadaire VSD, Jovanka Šopalović fait part de ses autres affinités intellectuelles et artistiques ; elle déclare notamment parler quatre langues.
Jovanka Šopalović s’essaye ainsi à des interprétations lyriques, avec pour parrain Christophe, avec qui elle se produit le 17 septembre 2017 lors de la réouverture de la maison de la culture de Grenoble, la MC2, en présence également d’Alain Bashung.

## Engagements et prises de positions
Depuis longtemps Jovanka Šopalović milite, à sa manière, contre les excès du mannequinat et notamment le développement dramatique de l’anorexie. Elle affirme ainsi dans l'émission Y'a pas photo, il y a quelques années, alors qu’elle pose pour Aubade.  
C’est sa manière de souligner l’importance de la beauté naturelle, sans recours au bistouri, et de dénoncer non seulement la chirurgie esthétique, mais aussi les entourages qui vous poussent parfois, lorsque vous êtes jeune mannequin, à des comportements anorexiques. Une alerte très vigoureuse et constante de sa part auprès des parents pour qu’ils surveillent étroitement leurs filles.
Elle participe à l'émission de télévision britannique Eurotrash, animée par Antoine de Caunes.
En octobre 2007 elle est invitée avec d'autres personnalités de la musique et de la télévision par SOS Sahel de partir au Sénégal pour y planter des arbres et sensibiliser les gens à la déforestation et la désertification du Sahel.
En 2011 et 2012, elle participe au Rallye des Princesses comme copilote de Florence Migraine Bourgnon sponsorisé par Peugeot.
Lors des attentats à Paris on la sollicite comme témoin, et elle est correspondante pour différents journaux de son pays natal,,.

## Filmographie

### Cinéma

#### Longs métrages
- 1997 : Portraits chinois de Martine Dogowson : Champs-Élysées Model
- 1997 : Complots de Richard Donner : secrétaire (non créditée)
- 2000 : Jet Set de Fabien Onteniente : Natacha
- 2001 : Confession d'un dragueur d'Alain Soral : Maryssa
- 2002 : Entre chiens et loups d'Alexandre Arcady : Sonia
- 2012 : Comme un chef de Daniel Cohen : serveuse du restaurant
- 2019 : Toute ressemblance... de Michel Denisot : infirmière déguisée (non créditée)

#### Courts métrages
- 1998 : Zadock ou les malheurs d'un suppôt de Jean Walter Muller : Pin up / Zadock
- 2006 : Libre Arbitre de Francis Lalanne : la femme de l'entraineur
- 2012 : Pari (d'elle-même) : Ava  (avec Gabrielle Lazure, François Levental, Maud Forget, Niseema Theillaud, etc.)

### Télévision
- 2000 : Marc Eliot (série télévisée, TF1), épisode « Gâche pas ta vie » de Patrick Jamain : Eva
- 2000 : Le p'tit bleu de François Vautier (Téléfilm, Arte) : une fille au bar
- 2001 : Boulevard du Palais, saison 3, épisode 1, « L'Affaire Muller » de Frédéric Auburtin (série télévisée, France 2) : Marie Barbeau
- 2002 : La Surface de réparation[21] de Bernard Favre (téléfilm, Arte) : Arieta
- 2003 : La Crim' (série télévisée, France 2), épisode « Hache de guerre » de Dominique Guillo : Olga / Amila